# 2019–2020-as holland labdarúgó-bajnokság (első osztály)
Az Eredivisie 64. szezonja.
A 2019–2020-as holland labdarúgó-bajnokság első osztálya (hivatalos nevén: Eredivisie 2019/20) ahogy már hosszú ideje, most is 18 csapat részvételével zajlott le. Idén a bajnoki címvédő, négy év után ismét az AFC Ajax együttese volt.
Ebben a szezonban is használták a videóbírót.
Az előző szezonokhoz képest egy nagy változást hoztak be a bajnokságba. Már hosszú ideje mindig az utolsó helyen végzett csapat esett ki azonnal a bajnokságból, az előtte levő 2 csapat pedig rájátszásban vett részt. Ebben a szezonban már csak a 16. helyezett indulhatott a rájátszásban, az utolsó 2 csapat pedig automatikusan kiesett a bajnokságból.
Tavasszal Európában is megjelent a Koronavírus. Egyre jobban elterjedt. Rövid időn belül a sporteseményeket is törölték. Hollandiában március 13-tól (a 26. fordulót követően) az egész bajnokságot felfüggesztették határozatlan ideig a járvány miatt.
Április második felében meglett a végleges döntés. Miután Mark Rutte, holland miniszterelnök április 21-én bejelentette, hogy szeptember 1-ig nem engedélyeznek semmilyen sportrendezvényt az országban, a Holland Labdarúgó Szövetség (KNVB) is meghozta döntését. Végleg megszakították a bajnokság ezen szezonját. A döntést követően pár nappal bejelentették a döntéseiket isː
- Nincs hivatalos bajnok
- Nem esik ki egy csapat sem
- A másodosztályból nem lesz feljutó csapat
- A 2020/21-es szezonbeli helyeket a nemzetközi kupákban a bajnokság utolsó sorrendje alapján határozzák meg

Több csapat is fellebbezett a döntések ellen de végül minden fellebbezést elutasított a KNVB.
Így ez lett az Eredivisie történetének első olyan szezonja amit nem fejeztek be és nem lett bajnokcsapat.

## Csapatváltozások az előző szezonhoz képest
Íme azon csapatok, amelyek a tavalyi szezon befejeztével kiestek az Eerste Divisiebe illetve onnan feljutottak az Eredivisiebe
Kiestek a másodosztályba
- Excelsior (Play Off-vesztes)
- De Graafschap (Play Off-vesztes)
- NAC Breda (Eredivisie utolsó helyezett)

Feljutottak az élvonalba
- Twente Enschede (EersteDivisie bajnok)
- RKC Waalwijk (Play Off-győztes)
- Sparta Rotterdam (Play Off-győztes)

## Bajnokságban részt vevő csapatok
A holland labdarúgó-bajnokság 2019–20-as szezonjának első osztályát is 18 csapat részvételével rendezik meg. Az idei bajnoki szezonban a következő csapatok vesznek részt:
| A csapat neve    | Tartomány     | A csapat székhelye | A csapat stadionja       | Befogadóképesség |
| ---------------- | ------------- | ------------------ | ------------------------ | ---------------- |
| ADO Den Haag     | Dél-Holland   | Hága               | Kyocera Stadion          | 15 000           |
| AFC Ajax         | Észak-Holland | Amszterdam         | Johan Cruijff Arena      | 54 990           |
| AZ Alkmaar       | Észak-Holland | Alkmaar            | AFAS Stadion             | 17 150           |
| FC Emmen         | Drenthe       | Emmen              | De Oude Meerdijk         | 8 600            |
| Feyenoord        | Dél-Holland   | Rotterdam          | De Kuip                  | 51 577           |
| Fortuna Sittard  | Limburg       | Sittard            | Fortuna Sittard Stadion  | 12 511           |
| FC Groningen     | Groningen     | Groningen          | Euroborg                 | 22 550           |
| SC Heerenveen    | Frízföld      | Heerenveen         | Abe Lenstra Stadion      | 26 100           |
| Heracles         | Overijssel    | Almelo             | Polman Stadion           | 12 500           |
| PEC Zwolle       | Overijssel    | Zwolle             | Ijsseldelta Stadion      | 12 500           |
| PSV              | Észak-Brabant | Eindhoven          | Philips Stadion          | 36 500           |
| RKC Waalwijk     | Észak-Brabant | Waalwijk           | Mandemakers Stadion      | 7 500            |
| Sparta Rotterdam | Dél-Holland   | Rotterdam          | Het Kasteel              | 11 026           |
| FC Twente        | Overijssel    | Enschede           | De Grolsch Veste         | 30 200           |
| FC Utrecht       | Utrecht       | Utrecht            | Stadion Galgenwaard      | 24 426           |
| Vitesse Arnhem   | Gelderland    | Arnhem             | GelreDome                | 25 000           |
| VVV              | Limburg       | Venlo              | De Koel                  | 8 000            |
| Willem Tilburg   | Észak-Brabant | Tilburg            | Koning Willem II-stadion | 14 500           |

### Adatok a csapatokról
| Csapat           | Elnök                | Edző                  | Mez márkája  | Mezszponzor         |
| ---------------- | -------------------- | --------------------- | ------------ | ------------------- |
| ADO Den Haag     | Ben Knüppe           | Alan Pardew           | Erreà        | Cars Jeans          |
| AFC Ajax         | Hennie Henrichs      | Erik ten Hag          | Adidas       | Ziggo               |
| AZ Alkmaar       | René Neelissen       | Arne Slot             | Under Armour | AFAS software       |
| FC Emmen         | Ronald Lubbers       | Dick Lukkien          | Beltona      | Noordlease          |
| Feyenoord        | Gerard Hoetmer       | Dick Advocaat         | Adidas       | Qurrent             |
| Fortuna Sittard  | Işıtan Gün           | Sjors Ultee           | Masita       | Sparr Finance       |
| FC Groningen     | Arie Wink            | Danny Buijs           | Puma         | Payt                |
| SC Heerenveen    | Luuc Eisenga         | Johnny Jansen         | Jako         | GroenLeven          |
| Heracles Almelo  | Hans Bredewoud       | Frank Wormouth        | Acerbis      | Asito               |
| PEC Zwolle       | Adriaan Visser       | John Stegeman         | Craft        | Molecaten           |
| PSV Eindhoven    | Jan Albers           | Ernest Faber          | Umbro        | Energiedirect.nl    |
| RKC Waalwijk     | Frank van Mosselveld | Fred Grim             | Stanno       | Mandemakers Keukens |
| Sparta Rotterdam | Rob Westerhof        | Henk Fraser           | Robey        | D&S Groep           |
| FC Twente        | ???                  | Gonzalo García García | Kick's 21    | Pure Energie        |
| FC Utrecht       | Paul Verhoeff        | John van den Brom     | Hummel       | Zorg van de zaak    |
| Vitesse Arnhem   | Yevgeny Merkel       | Edward Sturing        | Macron       | SWOOP               |
| VVV Venlo        | Hai Berden           | Hans de Koning        | Masita       | Seacon Logistics    |
| Willem Tilburg   | Jack Buckens         | Adrie Koster          | Robey        | Tricorp             |

### Edzőcserék
A dőlt betűvel írt nevek csupán átmeneti edzők voltak minden csapatnál.
| Csapat          | Távozó edző              | Ok                    | Dátum              | Érkező edző           | Dátum              |
| --------------- | ------------------------ | --------------------- | ------------------ | --------------------- | ------------------ |
| PEC Zwolle      | Jaap Stam                | Eligazolt             | 2019. május 31.    | John Stegeman         | 2019. június 15.   |
| Feyenoord       | Giovanni van Bronckhorst | Szerződés lejárta     | 2019. július 1.    | Jaap Stam             | 2019. július 1.    |
| Fortuna Sittard | René Eijer               | Abbahagyta            | 2019. július 1.    | Sjors Ultee           | 2019. július 1.    |
| AZ Alkmaar      | John van den Brom        | Szerződés lejárta     | 2019. július 1.    | Arne Slot             | 2019. július 1.    |
| FC Utrecht      | Dick Advocaat            | Szerződés lejárta     | 2019. július 1.    | John van den Brom     | 2019. július 1.    |
| FC Twente       | Marino Pusic             | Szerződés lejárta     | 2019. július 1.    | Gonzalo García García | 2019. július 1.    |
| VVV-Venlo       | Maurice Steijn           | Eligazolt             | 2019. július 1.    | Robert Maaskant       | 2019. július 1.    |
| Feyenoord       | Jaap Stam                | Gyenge teljesítmény   | 2019. október 28.  | Dick Advocaat         | 2019. október 30.  |
| VVV-Venlo       | Robert Maaskant          | Gyenge teljesítmény   | 2019. november 11. | Jay Driessen          | 2019. november 15. |
| Vitesse Arnhem  | Leonid Sloetski          | Gyenge teljesítmény   | 2019. november 29. | Joseph Oosting        | 2019. december 03. |
| ADO Den Haag    | Alfons Groenendijk       | Gyenge teljesítmény   | 2019. december 02. | Dirk Heesen           | 2019. december 02. |
| PSV Eindhoven   | Mark van Bommel          | Gyenge teljesítmény   | 2019. december 16. | Ernest Faber          | 2019. december 16. |
| Vitesse Arnhem  | Joseph Oosting           | Igazi edző kinevezése | 2019. december 31. | Edward Sturing        | 2020. január 01.   |
| ADO Den Haag    | Dirk Heesen              | Igazi edző kinevezése | 2019. december 31. | Alan Pardew           | 2020. január 01.   |
| VVV-Venlo       | Jay Driessen             | Igazi edző kinevezése | 2019. december 31. | Hans de Koning        | 2020. január 01.   |

## Tabella
| Hely. | Csapat             | M  | Gy | D | V  | G+ | G– | Gk  | P  | Továbbjutás vagy kiesés          |
| ----- | ------------------ | -- | -- | - | -- | -- | -- | --- | -- | -------------------------------- |
| 1.    | AFC Ajax CV        | 25 | 18 | 2 | 5  | 68 | 23 | +45 | 56 | Bajnokok Ligája, Csoportkör      |
| 2.    | AZ Alkmaar         | 25 | 18 | 2 | 5  | 54 | 17 | +37 | 56 | Bajnokok Ligája, 2. selejtezőkör |
| 3.    | Feyenoord          | 25 | 14 | 8 | 3  | 50 | 35 | +15 | 50 | Európa-liga, Csoportkör          |
| 4.    | PSV Eindhoven      | 26 | 14 | 7 | 5  | 54 | 28 | +26 | 49 | Európa-liga, 3. selejtezőkör     |
| 5.    | Willem Tilburg     | 26 | 13 | 5 | 8  | 37 | 34 | +3  | 44 | Európa-liga, 2. selejtezőkör     |
| 6.    | FC Utrecht         | 25 | 12 | 5 | 8  | 50 | 34 | +16 | 41 |                                  |
| 7.    | Vitesse Arnhem     | 26 | 12 | 5 | 9  | 45 | 35 | +10 | 41 |                                  |
| 8.    | Heracles Almelo    | 26 | 10 | 6 | 10 | 40 | 34 | +6  | 36 |                                  |
| 9.    | FC Groningen       | 26 | 10 | 5 | 11 | 27 | 26 | +1  | 35 |                                  |
| 10.   | SC Heerenveen      | 26 | 8  | 9 | 9  | 41 | 41 | 0   | 33 |                                  |
| 11.   | Sparta Rotterdam Ú | 26 | 9  | 6 | 11 | 41 | 45 | −4  | 33 |                                  |
| 12.   | FC Emmen           | 26 | 9  | 5 | 12 | 32 | 45 | −13 | 32 |                                  |
| 13.   | VVV-Venlo          | 26 | 8  | 4 | 14 | 24 | 51 | −27 | 28 |                                  |
| 14.   | Twente Enschede Ú  | 26 | 7  | 6 | 13 | 34 | 46 | −12 | 27 |                                  |
| 15.   | PEC Zwolle         | 26 | 7  | 5 | 14 | 37 | 55 | −18 | 26 |                                  |
| 16.   | Fortuna Sittard    | 26 | 6  | 8 | 12 | 29 | 52 | −23 | 26 |                                  |
| 17.   | ADO Den Haag       | 26 | 4  | 7 | 15 | 25 | 54 | −29 | 19 |                                  |
| 18.   | RKC Waalwijk Ú     | 26 | 4  | 3 | 19 | 27 | 60 | −33 | 15 |                                  |

## Eredmények
A 26. fordulóban megszakították a bajnokságot, a 22. fordulóból pedig elmaradtak az Utrecht-Ajax és AZ-Feyenoord mérkőzések
|                  | ADO | AJA | AZ  | EMM | FEY | FOR | GRO | HEE | HER | PEC | PSV | RKC | SPA | TWE | UTR | VIT | VVV | WIL |
| ---------------- | --- | --- | --- | --- | --- | --- | --- | --- | --- | --- | --- | --- | --- | --- | --- | --- | --- | --- |
| ADO Den Haag     |     | 0–2 | 0–1 |     |     |     | 1–1 | 1–1 | 0–0 |     | 0–3 | 2–0 | 1–2 | 0–0 | 2–4 | 0–0 | 1–0 | 3–3 |
| AFC Ajax         | 6–1 |     | 0–2 | 5–0 | 4–0 | 5–0 | 2–0 | 4–1 | 4–1 |     | 1–0 | 3–0 | 2–1 |     | 4–0 |     |     | 0–2 |
| AZ Alkmaar       | 4–0 | 1–0 |     | 3–0 |     | 4–0 | 0–0 | 2–4 | 2–0 | 2–0 |     | 4–0 | 5–1 | 3–0 |     |     | 1–0 | 1–3 |
| FC Emmen         | 3–0 |     |     |     | 3–3 | 2–1 | 0–1 | 2–0 | 1–0 | 1–3 | 1–1 |     | 2–0 | 2–0 |     | 2–1 | 3–0 | 4–2 |
| Feyenoord        | 3–2 |     | 0–3 | 3–0 |     | 2–1 |     | 3–1 | 1–1 | 1–0 | 3–1 | 3–2 | 2–2 | 5–1 | 1–1 |     |     | 2–0 |
| Fortuna Sittard  | 1–0 |     |     | 0–0 | 4–2 |     | 1–0 | 2–1 | 1–1 | 1–1 |     | 3–2 | 0–0 | 2–3 |     | 1–3 | 4–1 | 2–3 |
| FC Groningen     |     | 2–1 |     | 2–0 | 1–1 |     |     |     | 1–2 | 2–0 | 0–1 | 3–0 | 2–0 | 1–3 | 0–1 | 1–0 | 0–1 | 2–0 |
| SC Heerenveen    | 2–2 | 1–3 | 1–2 |     | 1–1 | 1–1 | 1–1 |     | 1–1 | 1–0 |     |     | 2–1 | 0–0 | 1–1 | 3–2 | 2–2 | 1–2 |
| Heracles Almelo  | 4–0 | 1–0 |     | 2–0 | 2–3 | 2–0 |     | 0–4 |     | 4–0 | 0–2 | 4–2 |     |     | 1–3 | 1–1 | 6–1 | 4–1 |
| PEC Zwolle       | 3–1 | 2–4 | 0–3 |     | 3–4 | 3–1 | 1–0 |     |     |     | 0–4 | 6–2 | 2–2 |     | 3–3 | 4–3 |     | 1–3 |
| PSV Eindhoven    | 3–1 | 1–1 | 0–3 |     | 1–1 | 5–0 | 3–1 | 2–1 |     | 4–1 |     |     |     | 1–1 |     | 5–0 | 4–1 | 3–0 |
| RKC Waalwijk     | 0–3 | 1–2 | 0–2 | 1–1 |     |     |     | 1–3 | 2–0 | 0–0 | 1–3 |     | 0–1 | 3–0 | 2–1 | 1–2 | 1–2 |     |
| Sparta Rotterdam | 4–2 | 1–4 | 3–0 | 5–1 |     | 1–1 | 1–2 |     | 0–0 |     | 2–2 | 4–0 |     | 2–1 | 1–2 | 2–0 | 4–1 |     |
| FC Twente        |     | 2–5 | 2–0 | 4–1 |     |     | 0–0 | 2–3 | 2–3 | 2–1 | 1–1 | 3–3 | 2–0 |     | 3–1 | 0–3 |     | 0–1 |
| FC Utrecht       | 4–0 |     | 0–3 | 3–1 | 1–2 | 6–0 |     |     |     | 3–1 | 3–0 | 0–1 | 5–1 | 2–1 |     |     | 1–2 | 2–0 |
| Vitesse Arnhem   | 0–2 | 2–2 | 2–1 | 1–1 | 0–0 | 4–2 | 1–2 | 4–2 |     | 3–0 | 1–2 |     |     | 2–1 | 2–1 |     | 3–0 |     |
| VVV Venlo        |     | 1–4 |     | 2–0 | 0–3 | 0–0 | 2–1 | 0–3 | 1–0 | 1–2 | 1–1 | 3–1 |     | 2–1 | 1–1 | 0–4 |     |     |
| Willem Tilburg   |     |     | 1–1 | 2–1 | 0–1 | 0–0 | 3–1 |     | 1–0 | 0–0 | 2–1 | 2–1 | 4–0 |     | 1–1 | 0–2 | 1–0 |     |

- Forrás: Az Eredivisie hivatalos oldala Archiválva 2021. április 27-i dátummal a Wayback Machine-ben (angolul)
- A hazai csapatok a baloldali oszlopban szerepelnek.
- Színek: Zöld = HAZAI GYŐZELEM; Sárga = DÖNTETLEN; Piros = VENDÉG GYŐZELEM

## A bajnokság fordulónkénti változása
Ebből a táblázatból az derül ki, hogy minden egyes forduló után melyik csapat hányadik helyet foglalta el.
A 22. fordulóban elmaradt 2 mérkőzés (AZ-Feyenoord, FC Utrecht-Ajax) amik nagyban befolyásohatták volna több csapat helyezését ezért azon csapatoknak nincs beírva a helyezésük a következő fordulókat követően
| ADO              | 14 | 15 | 18 | 12 | 10 | 14 | 15 | 16 | 16 | 16 | 15 | 14 | 15 | 17 | 17 | 17 | 17 | 17 | 16 | 17 | 17 | 17 | 17 | 17 | 17 | 17 |
| AFC Ajax         | 7  | 3  | 1  | 1  | 1  | 1  | 1  | 1  | 1  | 1  | 1  | 1  | 1  | 1  | 1  | 1  | 1  | 1  | 1  | 1  | 1  |    | 1  |    |    |    |
| AZ Alkmaar       | 1  | 1  | 2  | 2  | 4  | 3  | 3  | 3  | 3  | 4  | 2  | 2  | 2  | 2  | 2  | 2  | 2  | 2  | 2  | 2  | 2  |    | 2  |    |    |    |
| FC Emmen         | 13 | 18 | 13 | 14 | 16 | 16 | 16 | 14 | 15 | 14 | 14 | 13 | 13 | 13 | 13 | 13 | 13 | 14 | 12 | 12 | 14 | 12 | 13 | 12 | 12 | 12 |
| Feyenoord        | 8  | 12 | 11 | 13 | 11 | 7  | 10 | 6  | 9  | 10 | 12 | 10 | 10 | 10 | 7  | 8  | 6  | 5  | 5  | 3  | 3  |    | 3  | 3  | 3  | 3  |
| Fortuna          | 17 | 13 | 15 | 18 | 17 | 17 | 17 | 17 | 17 | 17 | 16 | 16 | 14 | 15 | 14 | 14 | 14 | 13 | 14 | 14 | 13 | 14 | 14 | 15 | 16 | 16 |
| Groningen        | 6  | 11 | 10 | 11 | 14 | 15 | 14 | 13 | 12 | 11 | 11 | 9  | 9  | 9  | 10 | 10 | 10 | 10 | 10 | 8  | 8  | 8  |    | 8  | 8  | 9  |
| Heerenveen       | 2  | 4  | 9  | 10 | 9  | 13 | 12 | 11 | 8  | 6  | 8  | 7  | 8  | 7  | 6  | 5  | 7  | 8  | 8  | 9  | 9  | 10 | 10 | 10 | 10 | 10 |
| Heracles         | 18 | 14 | 16 | 15 | 13 | 10 | 9  | 10 | 7  | 9  | 7  | 8  | 7  | 8  | 5  | 7  | 9  | 9  | 9  | 10 | 10 | 9  | 9  | 9  | 9  | 8  |
| PEC Zwolle       | 15 | 16 | 18 | 16 | 15 | 12 | 13 | 15 | 14 | 13 | 13 | 15 | 16 | 14 | 15 | 16 | 15 | 15 | 15 | 16 | 15 | 15 | 16 | 16 | 15 | 15 |
| PSV              | 12 | 7  | 6  | 3  | 2  | 2  | 2  | 2  | 2  | 2  | 3  | 3  | 3  | 3  | 3  | 3  | 4  | 3  | 4  | 5  | 5  | 5  | 4  | 4  | 4  | 4  |
| RKC Waalwijk     | 16 | 17 | 14 | 17 | 18 | 18 | 18 | 18 | 18 | 18 | 18 | 18 | 18 | 18 | 18 | 18 | 18 | 18 | 18 | 18 | 18 | 18 | 18 | 18 | 18 | 18 |
| Sparta Rotterdam | 9  | 5  | 5  | 6  | 7  | 11 | 8  | 7  | 5  | 8  | 10 | 11 | 12 | 11 | 11 | 11 | 11 | 11 | 11 | 11 | 11 | 11 | 11 | 11 | 11 | 11 |
| Twente Enschede  | 11 | 6  | 8  | 8  | 5  | 4  | 5  | 8  | 11 | 12 | 9  | 12 | 11 | 12 | 12 | 12 | 12 | 12 | 13 | 13 | 12 | 13 | 12 | 13 | 14 | 14 |
| FC Utrecht       | 3  | 2  | 4  | 7  | 8  | 6  | 7  | 5  | 6  | 5  | 5  | 4  | 4  | 4  | 8  | 6  | 5  | 7  | 7  | 7  | 7  |    |    |    |    |    |
| Vitesse          | 10 | 8  | 3  | 5  | 3  | 5  | 4  | 4  | 4  | 3  | 4  | 5  | 5  | 5  | 9  | 9  | 8  | 6  | 6  | 6  | 6  |    |    |    |    |    |
| VVV Venlo        | 4  | 10 | 12 | 9  | 12 | 9  | 11 | 12 | 13 | 15 | 17 | 17 | 17 | 16 | 16 | 15 | 16 | 16 | 17 | 15 | 16 | 16 | 15 | 14 | 13 | 13 |
| Willem II        | 5  | 9  | 7  | 4  | 6  | 8  | 6  | 9  | 10 | 7  | 6  | 6  | 6  | 6  | 4  | 4  | 3  | 4  | 3  | 4  | 4  |    | 5  |    | 5  |    |

## Alapszakaszbeli sorozatok
Ez a táblázat azt mutatja meg, hogy az idei bajnokság alapszakaszában melyik csapat, milyen hosszú győzelmi-döntetlen-vereség sorozatokat produkált.
| ADO              | V  | V  | V  | GY | GY | V  | V  | V  | V  | V  | GY | D  | V  | D  | V  | D  | D  | V  | GY | V  | D  | V  | V  | D  | D  | V  |
| AFC Ajax         | D  | GY | GY | GY | GY | D  | GY | GY | GY | GY | GY | GY | GY | GY | GY | V  | V  | GY | GY | V  | GY |    | GY | V  | V  | GY |
| AZ Alkmaar       | GY | GY | D  | V  | GY | GY | GY | GY | D  | V  | GY | GY | GY | GY | GY | GY | GY | V  | V  | GY | GY |    | V  | GY | GY | GY |
| FC Emmen         | V  | V  | GY | V  | V  | V  | D  | GY | V  | GY | V  | GY | V  | D  | D  | V  | GY | V  | GY | D  | V  | GY | D  | GY | V  | GY |
| Feyenoord        | D  | D  | D  | GY | GY | D  | V  | GY | V  | D  | V  | GY | GY | D  | GY | D  | GY | GY | GY | GY | GY |    | GY | GY | D  | GY |
| Fortuna          | V  | D  | V  | D  | V  | V  | V  | D  | GY | V  | GY | V  | GY | V  | GY | V  | GY | D  | V  | D  | GY | V  | D  | V  | D  | D  |
| Groningen        | GY | V  | D  | V  | V  | GY | V  | V  | GY | GY | D  | GY | GY | D  | V  | V  | D  | GY | D  | GY | V  | GY | GY | V  | V  | V  |
| Heerenveen       | GY | D  | V  | D  | D  | V  | D  | GY | GY | GY | D  | D  | GY | V  | GY | GY | V  | D  | V  | V  | V  | D  | V  | D  | GY | V  |
| Heracles         | V  | D  | V  | D  | GY | GY | GY | V  | GY | D  | GY | V  | GY | V  | GY | D  | V  | D  | V  | V  | V  | GY | V  | GY | D  | GY |
| PEC Zwolle       | V  | V  | V  | D  | GY | GY | V  | V  | V  | GY | V  | V  | V  | GY | V  | V  | GY | V  | D  | D  | GY | D  | V  | V  | GY | D  |
| PSV              | D  | GY | GY | GY | GY | GY | D  | GY | GY | V  | V  | D  | V  | GY | D  | GY | V  | GY | D  | D  | V  | GY | GY | GY | D  | GY |
| RKC Waalwijk     | V  | V  | D  | V  | V  | V  | V  | V  | V  | V  | V  | GY | V  | D  | GY | V  | V  | GY | V  | V  | V  | D  | V  | V  | GY | V  |
| Sparta Rotterdam | D  | GY | GY | D  | V  | V  | GY | D  | GY | V  | V  | D  | V  | GY | V  | D  | V  | GY | V  | D  | V  | GY | V  | GY | GY | V  |
| Twente Enschede  | D  | GY | D  | D  | GY | GY | V  | V  | V  | V  | GY | V  | GY | V  | V  | D  | V  | V  | D  | D  | GY | V  | GY | V  | V  | V  |
| FC Utrecht       | GY | GY | D  | V  | V  | GY | D  | GY | V  | GY | GY | GY | V  | V  | V  | GY | GY | V  | D  | GY | D  |    | D  | GY | V  | GY |
| Vitesse          | D  | GY | GY | D  | GY | V  | GY | GY | GY | GY | V  | V  | V  | V  | V  | D  | GY | GY | GY | D  | D  | V  | GY | V  | V  | GY |
| VVV Venlo        | GY | V  | V  | GY | V  | GY | V  | V  | V  | V  | V  | V  | V  | GY | V  | GY | V  | V  | D  | GY | D  | D  | GY | GY | D  | V  |
| Willem II        | GY | V  | GY | GY | V  | V  | GY | V  | D  | GY | GY | V  | GY | D  | GY | GY | GY | D  | GY | D  | GY | V  | D  | V  | GY | V  |

## Gólok száma fordulónként
Ez a táblázat két dolgot mutat meg. Azt, hogy ebben szezonban a bajnokságban mennyi gól esett fordulónként és azt, hogy ezek alapján mennyi a mérkőzésenkénti gólátlag minden egyes fordulóban.
Megjegyzésː A 22. fordulóban 2 mérkőzés elmaradt.
| ÖSSZES GÓL | 33   | 30   | 28   | 27   | 27   | 46   | 29   | 25   | 27   | 28   | 32   | 31   | 32   | 30   | 26   | 17   | 27   | 28   | 26   | 24   | 17   | 16   | 27   | 24   | 29   | 29   |
| GÓLÁTLAG   | 3,66 | 3,33 | 3,11 | 3,00 | 3,00 | 5,11 | 3,22 | 2,77 | 3,00 | 3,11 | 3,55 | 3,44 | 3,55 | 3,33 | 2,89 | 1,88 | 3,00 | 3,11 | 2,89 | 2,66 | 1,88 | 2,28 | 3,00 | 2,66 | 3,22 | 3,22 |

## Nézők száma mérkőzésenként
Megjegyzésː  A 22. fordulóban elmaradt két mérkőzés (Utrecht-Ajax, AZ-Feyenoord) nincs beírva 
Íme az idei szezon összes alapszakaszbeli mérkőzésére kilátogató nézők száma
|                  | ADO     | AJA     | AZ      | EMM     | FEY     | FOR     | GRO     | HEE     | HER     | PEC     | PSV     | RKC     | SPA     | TWE     | UTR     | VIT     | VVV     | WIL     | ÖSSZESEN  | ÁTLAG  |
| ---------------- | ------- | ------- | ------- | ------- | ------- | ------- | ------- | ------- | ------- | ------- | ------- | ------- | ------- | ------- | ------- | ------- | ------- | ------- | --------- | ------ |
| ADO Den Haag     |         | 14.733  | 12.091  | .       | .       | .       | 11.049  | 12.681  | 11.207  | .       | 13.370  | 12.433  | 12.479  | 11.439  | 10.633  | 12.387  | 10.617  | 10.889  | 156.008   | 12.001 |
| AFC Ajax         | 53.976  |         | 52.707  | 53.124  | 53.968  | 53.121  | 53.228  | 52.921  | 53.226  | .       | 53.055  | 53.291  | 53.426  | .       | 53.381  | .       | .       | 54.022  | 693.446   | 53.342 |
| AZ Alkmaar       | 16.117  | 17.002  |         | 5.565   | .       | 12.858  | 8.563   | 7.648   | 7.241   | 15.306  | .       | 14.712  | 8.327   | 7.597   | .       | .       | 6.007   | 15.442  | 142.385   | 10.953 |
| FC Emmen         | 8.002   | .       | .       |         | 8.309   | 8.130   | 8.245   | 8.145   | 8.176   | 8.293   | 8.309   | .       | 8.145   | 8.309   | .       | 8.048   | 8.100   | 8.190   | 106.401   | 8.185  |
| Feyenoord        | 45.496  | .       | 42.866  | 47.084  |         | 46.016  | .       | 46.000  | 44.303  | 44.513  | 47.625  | 47.431  | 45.585  | 42.866  | 44.352  | .       | .       | 47.500  | 591.637   | 45.511 |
| Fortuna Sittard  | 8.223   | .       | .       | 7.856   | 8.511   |         | 7.632   | 8.371   | 5.866   | 10.071  | .       | 8.391   | 7.483   | 7.377   | .       | .       | 8.388   | 7.273   | 103.680   | 7.975  |
| FC Groningen     | .       | 22.315  | .       | 20.136  | 21.096  | .       |         | .       | 15.934  | 16.471  | 19.116  | 16.029  | 17.582  | 19.049  | 18.741  | 17.884  | 16.374  | 16.590  | 237.317   | 18.255 |
| SC Heerenveen    | 16.640  | 25.950  | 19.638  | .       | 18.600  | 15.128  | 22.428  |         | 20.424  | 16.632  | .       | .       | 18.089  | 16.328  | 16.593  | 17.883  | 16.400  | 18.121  | 258.854   | 18.490 |
| Heracles Almelo  | 10.150  | 12.080  | .       | 10.376  | 10.686  | 10.235  | .       | 9.640   |         | 10.157  | 10.063  | 10.412  | .       | .       | 10.200  | 9.344   | 9.400   | 11.524  | 133.997   | 10.307 |
| PEC Zwolle       | 12.943  | 14.000  | 13.708  | .       | 13.822  | 13.912  | 12.844  | .       | .       |         | 13.482  | 13.028  | 12.532  | .       | 13.102  | 13.088  | .       | 13.824  | 160.285   | 13.357 |
| PSV Eindhoven    | 32.000  | 35.000  | 34.000  | .       | 35.000  | 33.300  | 32.800  | 33.800  | .       | 33.000  |         | .       | .       | 33.600  | .       | 33.300  | 33.000  | 34.700  | 403.500   | 33.625 |
| RKC Waalwijk     | 5.034   | 7.508   | 6.023   | 6.645   | .       | .       | .       | 5.174   | 4.689   | 5.257   | 7.035   |         | 5.343   | 5.154   | 5.134   | 4.858   | 6.103   | .       | 73.957    | 5.689  |
| Sparta Rotterdam | 8.083   | 10.599  | 10.031  | 10.060  | .       | 9.821   | 10.143  | .       | 9.934   | .       | 10.387  | 10.231  |         | 10.435  | 10.322  | 10.020  | 10.012  | .       | 130.078   | 10.006 |
| Twente Enschede  | .       | 30.000  | 27.300  | 27.400  | .       | .       | 26.500  | 27.000  | 29.300  | 26.900  | 27.200  | 25.700  | 26.300  |         | 25.500  | 26.500  | .       | 27.500  | 353.100   | 27.162 |
| FC Utrecht       | 17.319  | .       | 22.401  | 17.661  | 21.103  | 18.776  | .       | .       | .       | 18.736  | 22.632  | 18.103  | 20.624  | 18.491  |         | .       | 17.986  | 19.419  | 233.251   | 19.438 |
| Vitesse Arnhem   | 12.663  | 18.100  | 13.290  | 13.265  | 16.455  | 20.800  | 12.590  | 14.113  | .       | 12.273  | 15.509  | .       | .       | 14.210  | 12.704  |         | 13.454  | .       | 189.426   | 14.571 |
| VVV-Venlo        | .       | 8.000   | .       | 6.580   | 6.572   | 7.115   | 6.265   | 5.944   | 6.594   | 6.861   | 7.059   | 5.560   | .       | 6.730   | 6.265   | 5.992   |         | .       | 85.537    | 6.580  |
| Willem Tilburg   | .       | .       | 12.707  | 13.300  | 13.875  | 13.587  | 13.607  | .       | 13.417  | 13.337  | 14.400  | 13.877  | 14.250  | .       | 14.107  | 12.825  | 13.227  |         | 176.516   | 13.578 |
| ÖSSZESEN         | 246.646 | 215.287 | 266.762 | 239.052 | 227.997 | 262.799 | 225.894 | 231.437 | 230.311 | 237.807 | 269.242 | 249.198 | 250.165 | 201.585 | 241.034 | 180.367 | 169.068 | 287.724 | 4.229.375 | 18.230 |

### A szezon 3 legnézettebb mérkőzése
Ebben a táblázatban azt lehet megnézni, hogy az idei szezonban melyik 3 mérkőzésen volt a legtöbb néző.
Szokás szerint, idén is az Ajax hazai mérkőzései kerültek fel a dobogóra. Viszont hatalmas meglepetésre nem a 3 nagy rangadó (Feyenoord, ADO és a PSV elleni mérkőzések) közül került ki a győztes. Az idei szezonban a Willem Tilburg elleni mérkőzés hozta a legtöbb nézőt. Ez a mérkőzés volt az egyetlen ahol a nézőszám túllépte az 54 ezret.
| No. | Mérkőzés         | Végeredmény | Dátum              | Nézők száma |
| --- | ---------------- | ----------- | ------------------ | ----------- |
| 01. | Ajax – Willem    | 0ː2         | 2019. december 6.  | 54.022      |
| 02. | Ajax – ADO       | 6:1         | 2019. december 22. | 53.976      |
| 03. | Ajax – Feyenoord | 4:0         | 2019. október 27.  | 53.968      |

## Play Off
A bajnokságot nem fejezték be és a döntések alapján ebben a szezonban elmaradt minden rájátszás.

## Az európai kupákban induló csapatok eredményei
Ebben a táblázatban azon holland csapatok szerepelnek akik az idei szezonban a 2 európai kupa valamelyikében – vagy mindkettőben – képviselték hazájukat és azt, hogy milyen eredményt értek benne el. A csapatnév melletti zárójelben pedig az előző szezonban elért eredmény látható ami által a kupákban indulhattak.
A zöld színnel írt eredmény csupán a selejtezőt jelöli.
| No. | Csapat                   | Bajnokok Ligája 2019/20 | Európa Liga 2019/20 |
| --- | ------------------------ | ----------------------- | ------------------- |
| 01. | AFC Ajax (bajnok)        | csoportkör              | 16-os döntő         |
| 02. | PSV Eindhoven (2. hely)  | 2. selejtezőkör         | csoportkör          |
| 03. | Feyenoord (3. hely)      | -                       | csoportkör          |
| 04. | AZ Alkmaar (4. hely)     | -                       | 16-os döntő         |
| 05. | FC Utrecht (EL-Play off) | -                       | 2. selejtezőkör     |

## Egyéni díjazottak
Íme az összes díj az idei bajnokságból és nyerteseik.
- ÉV JÁTÉKOSAː
- RINUS MICHELS – DÍJ (Év Edzője):
- JOHAN CRUIJFF – DÍJ (Év Tehetsége):

### A hónap legjobb játékosai és tehetségei
| Hónap      | Hónap Játékosa      | Hónap Játékosa | Hónap Tehetsége  | Hónap Tehetsége |
| Hónap      | Játékos             | Csapat         | Játékos          | Csapat          |
| ---------- | ------------------- | -------------- | ---------------- | --------------- |
| Augusztus  | Hakím Zíjes         | AFC Ajax       | Owen Wijndal     | AZ Alkmaar      |
| Szeptember | Donyell Malen       | PSV            | Chidera Ejuke    | SC Heerenveen   |
| Október    | Adam Maher          | FC Utrecht     | Lennart Czyborra | Heracles        |
| November   | Cyriel Dessers      | Heracles       | Owen Wijndal     | AZ Alkmaar      |
| December   | Úszama Idríszi      | AZ Alkmaar     | Orkun Kökçü      | Feyenoord       |
| Január     | Úszama Idríszi      | AZ Alkmaar     | Luis Sinisterra  | Feyenoord       |
| Február    | Thorsten Kirschbaum | VVV-Venlo      | Joey Veerman     | SC Heerenveen   |
| Március    |                     |                |                  |                 |
| Április    |                     |                |                  |                 |
| Május      |                     |                |                  |                 |

## Statisztika és rekordok

### Góllövőlista
Íme az idei szezon alapszakaszának legeredményesebb játékosai:
Az idei szezonban – akárcsak tavaly is – két gólkirálya lett a bajnokságnak. A holland Steven Berghuis és a nigériai Cyriel Dessers nyerték el a gólkirályi címet. Mindketten 15-15 gólt szereztek.
| No. | JÁTÉKOS NEVE       | CSAPAT          | GÓLOK | MÉRKŐZÉSEK | GÓLÁTLAG |
| --- | ------------------ | --------------- | ----- | ---------- | -------- |
| 01. | Steven Berghuis    | Feyenoord       | 15    | 24         | 0,63     |
| -   | Cyriel Dessers     | Heracles Almelo | 15    | 26         | 0,58     |
| 03. | Myron Boadu        | AZ Alkmaar      | 14    | 24         | 0,58     |
| -   | Bryan Linssen      | Vitesse Arnhem  | 14    | 25         | 0,56     |
| 05. | Úszama Idríszi     | AZ Alkmaar      | 13    | 25         | 0,52     |
| 06. | Quincy Promes      | AFC Ajax        | 12    | 20         | 0,60     |
| -   | Tim Matavž         | Vitesse Arnhem  | 12    | 25         | 0,48     |
| 08. | Donyell Malen      | PSV Eindhoven   | 11    | 14         | 0,79     |
| -   | Evangelos Pavlidis | Willem II       | 11    | 25         | 0,44     |
| -   | Haris Vučkić       | Twente Enschede | 11    | 25         | 0,44     |
| -   | Teun Koopmeiners   | AZ Alkmaaar     | 11    | 25         | 0,44     |
| -   | Dušan Tadić        | AFC Ajax        | 11    | 25         | 0,44     |
| 13. | Gyrano Kerk        | FC Utrecht      | 10    | 24         | 0,42     |

### Egy mérkőzésen legtöbb gólt szerző játékosok
A következő táblázatban a bajnokság azon játékosai szerepelnek akik az idei szezonban a legtöbb gólt – legkevesebb 3-at – szerezték egy mérkőzésen.
Félreértés elkerülése érdekében, Quincy Promes a 4. fordulóban szerzett mesterhármasa mellett azért van későbbi dátum mint a 6. forduló mellett mert az Ajax ezen fordulóbeli mérkőzését 1 hónappal elhalasztották.
| #  | Játékos             | Csapat          | Gólok | Dátum                | Forduló | Végeredmény                   |
| -- | ------------------- | --------------- | ----- | -------------------- | ------- | ----------------------------- |
| 1. | Donyell Malen       | PSV Eindhoven   | 5     | 2019. szeptember 14. | 6.      | PSV – Vitesse 5ː0             |
| 2. | Reza Ghoochannejhad | PEC Zwolle      | 4     | 2019. szeptember 15. | 6.      | PEC Zwolle – RKC Waalwijk 6ː2 |
| 3. | Quincy Promes       | AFC Ajax        | 3     | 2019. szeptember 25. | 4.      | Ajax – Fortuna Sittard 5ː0    |
| -  | Mark Diemers        | Fortuna Sittard | 3     | 2019. október 26.    | 11.     | Fortuna – VVV-Venlo 4ː1       |
| -  | Cyriel Dessers      | Heracles Almelo | 3     | 2019. november 9.    | 13.     | Heracles – VVV-Venlo 6ː1      |
| -  | Noa Lang            | AFC Ajax        | 3     | 2019. december 1.    | 15.     | Twente – Ajax 2ː5             |
| -  | Steven Berghuis     | Feyenoord       | 3     | 2019. december 15.   | 17.     | Feyenoord – PSV Eindhoven 3ː1 |

### Legtöbb gólpassz
Íme az idei szezon legtöbb gólpaaszát adó játékosok listája:
Ahogy az előző szezonban, így idén is az AFC Ajax két játékosa adta a legtöbb gólpasszt a bajnokságban, csak most fordított sorrendben. Idén a szerb támadó Dušan Tadić  végzett az élen, míg a tavalyi győztes Hakím Zíjes lett a második. Így 5 év után Ziyech lekerült a trón legfelső fokáról.
Egy másik érdekesség, ez már a 3. alkalom, hogy ezen két játékos végzett ezen verseny első és második helyén (2013/14, 2018/19 és 2019/20).
| No. | JÁTÉKOS NEVE    | CSAPAT           | GÓLPASSZOK | MÉRKŐZÉSEK | ÁTLAG |
| --- | --------------- | ---------------- | ---------- | ---------- | ----- |
| 01. | Dušan Tadić     | AFC Ajax         | 14         | 25         | 0,56  |
| 02. | Hakím Zíjes     | AFC Ajax         | 13         | 21         | 0,62  |
| 03. | Steven Bergwijn | PSV Eindhoven    | 10         | 16         | 0,63  |
| 04. | Abdou Harroui   | Sparta Rotterdam | 8          | 26         | 0,31  |
| 05. | Steven Berghuis | Feyenoord        | 7          | 24         | 0,29  |
| -   | Gyrano Kerk     | FC Utrecht       | 7          | 24         | 0,29  |
| -   | Calvin Stengs   | AZ Alkmaar       | 7          | 25         | 0,28  |
| 08. | Bryan Smeets    | Sparta Rotterdam | 6          | 22         | 0,27  |
| -   | Owen Wijndal    | AZ Alkmaar       | 6          | 24         | 0,25  |
| -   | Myron Boadu     | AZ Alkmaar       | 6          | 24         | 0,25  |
| -   | Cody Gakpo      | PSV Eindhoven    | 6          | 25         | 0,24  |
| -   | Gustavo Hamer   | PEC Zwolle       | 6          | 25         | 0,24  |
| -   | Mauro Júnior    | Heracles Almelo  | 6          | 26         | 0,23  |

### Kanadai ponttáblázat
Íme az idei szezon alapszakaszának kanadai ponttáblázata. A játékosok által összeszedett pontok az általuk lőtt gólok és gólpasszok összegéből jön ki:
Az idei szezonban megvédte címét az Ajax szerb támadója, Dušan Tadić  a pontversenyben.
Az azonos pontszámmal rendelkező játékosoknál a több gólt szerző játékos áll előrébb.
| No. | JÁTÉKOS NEVE    | CSAPAT          | GÓLOK | GÓLPASSZOK | PONTSZÁM |
| --- | --------------- | --------------- | ----- | ---------- | -------- |
| 01. | Dušan Tadić     | AFC Ajax        | 11    | 14         | 25       |
| 02. | Steven Berghuis | Feyenoord       | 15    | 7          | 22       |
| 03. | Cyriel Dessers  | Heracles Almelo | 15    | 5          | 20       |
| 04. | Myron Boadu     | AZ Alkmaar      | 14    | 6          | 20       |
| 05. | Bryan Linssen   | Vitesse Arnhem  | 14    | 5          | 19       |
| 06. | Hakím Zíjes     | AFC Ajax        | 6     | 13         | 19       |
| 07. | Gyrano Kerk     | FC Utrecht      | 10    | 7          | 17       |
| 08. | Úszama Idríszi  | AZ Alkmaar      | 13    | 3          | 16       |
| 09. | Quincy Promes   | AFC Ajax        | 12    | 4          | 16       |
| -   | Tim Matavž      | Vitesse Arnhem  | 12    | 4          | 16       |
| 11. | Steven Bergwijn | PSV Eindhoven   | 5     | 10         | 15       |

### Kapusok
Az alábbi táblázatban megtalálható, hogy az idei alapszakaszban melyik kapusnak volt a legtöbb "tiszta védése". Pontosabban, hogy melyik kapusnak volt a legtöbb mérkőzése amin nem kapott gólt
A kapusok ezen versenyét hatalmas fölénnyel nyerte meg az AZ Alkmaar holland kapusa, Marco Bizot.
Azoknál a kapusoknál akiknek ugyanannyi kapott gól nélküli mérkőzésük volt, a táblázatban való helyezését az átlag dönti el.
| No. | KAPUS NEVE          | CSAPAT          | "TISZTA VÉDÉS" | MÉRKŐZÉSEK | ÁTLAG |
| --- | ------------------- | --------------- | -------------- | ---------- | ----- |
| 01. | Marco Bizot         | AZ Alkmaar      | 17             | 24         | 0,71  |
| 02. | Sergio Padt         | FC Groningen    | 9              | 26         | 0,35  |
| 03. | André Onana         | AFC Ajax        | 8              | 24         | 0,33  |
| 04. | Remko Pasveer       | Vitesse Arnhem  | 8              | 26         | 0,31  |
| 05. | Janis Blaswich      | Heracles Almelo | 7              | 26         | 0,27  |
| -   | Dennis Telgenkamp   | FC Emmen        | 7              | 26         | 0,27  |
| 07. | Timon Wellenreuther | Willem Tilburg  | 6              | 25         | 0,24  |
| 08. | Alexei Koselev      | Fortuna Sittard | 6              | 26         | 0,23  |

### Lapok
Íme a szezonban a legtöbb sárga és piros lapot kapó játékosok listája:
| SÁRGA LAPOK | SÁRGA LAPOK    | SÁRGA LAPOK      | SÁRGA LAPOK |
| No.         | Játékos neve   | Csapat           | Lapok száma |
| ----------- | -------------- | ---------------- | ----------- |
| 1.          | Matúš Bero     | Vitesse Arnhem   | 9           |
| -           | Adil Auassar   | Sparta Rotterdam | 9           |
| 3.          | Michael Chacón | FC Emmen         | 8           |
| -           | Gustavo Hamer  | PEC Zwolle       | 8           |
| -           | Lindon Selahi  | Twente Enschede  | 8           |
| 6.          | Dion Malone    | ADO Den Haag     | 7           |
| -           | Danny Post     | VVV-Venlo        | 7           |
| -           | Pol Llonch     | Willem Tilburg   | 7           |
| -           | Felix Passlack | Fortuna Sittard  | 7           |
| 12 játékos  | 12 játékos     | 12 játékos       | 6           |
| 17 játékos  | 17 játékos     | 17 játékos       | 5           |
| 33 játékos  | 33 játékos     | 33 játékos       | 4           |
| 46 játékos  | 46 játékos     | 46 játékos       | 3           |
| 72 játékos  | 72 játékos     | 72 játékos       | 2           |
| 103 játékos | 103 játékos    | 103 játékos      | 1           |

| PIROS LAPOK | PIROS LAPOK    | PIROS LAPOK  | PIROS LAPOK |
| No.         | Játékos neve   | Csapat       | Lapok száma |
| ----------- | -------------- | ------------ | ----------- |
| 1.          | Leon Guwara    | FC Utrecht   | 2           |
| -           | Michaël Heylen | FC Emmen     | 2           |
| -           | Danny Bakker   | ADO Den Haag | 2           |
| 38 játékos  | 38 játékos     | 38 játékos   | 1           |

## Érdekességek és jubileumok
- Az idei szezonban bevezették a mérkőzések időpontjánál, hogy elég gyakran lesz egy vasárnap esti mérkőzés is.
- Az AFC Ajax és az FC Barcelona már 2019 januárjában megegyezett Frenkie de Jong eligazolásában és a fiatal holland tehetség már januárban aláírt a katalánokhoz egy szerződést ami július 1-jén lépett életbe. Az Ajax 75 millió eurót (+11 millió euró bónuszt) kapott a fiatal játékosért és így Frenkie de Jong lett a csapat és a holland bajnokság eddigi legdrágábban eladott játékosa. A bónusszal együtt pedig az eddigi legdrágább holland labdarúgó is lehet.[16]
- A PSV Eindhoven csapata is bejelentette rekordigazolását. Összesen 15 millió euróért igazolták le az RB Leipzig csapatától a portugál szélsőt, Brumat. Ezzel ő lett a csapat eddigi legdrágábban leigazolt játékosa.[17]
- Hosszas huzavona után július 18-án végül hivatalosan is bejelentették Matthijs de Ligt eligazolását az Ajax csapatától. Az olasz Juventus csapata szerződtette le a fiatal védőt. Összesen 85,5 millió eurót fizettek a játékosért de nem mindet az Ajax-nak. Az Ajax összesen 75 millió eurót kapott az összegból és így Frenkie de Jong-al együtt a legdrágább Eredivisie játékos lett, a játékos ügynöke Mino Raiola pedig a maradék 10,5 millió eurót kapta meg. Ezzel a 85,5 millió euróval De Ligt lett a világ eddigi legdrágább védője, megelőzve a szintén holland Virgil van Dijk-ot.[18]
- A bajnokság első fordulójában nem tudott nyerni sem az AFC Ajax, sem a PSV Eindhoven, sem a Feyenoord. Utoljára és eddig egyetlen alkalommal 31 évvel ezelőtt – az 1988-89-es szezonban – fordult elő, hogy az adott szezon első fordulójában egyik csapat se tudjon nyerni azok közül akik az előző szezonban dobogósok voltak.
- Augusztus 11-én egy óriási szélvihar hosszú időre használhatatlanná tette az AZ Alkmaar csapatának otthont adó AFAS Stadiont. A stadion egyik része leomlott.[19]
- Augusztus 23-án hivatalosan bejelentették, hogy Hirving Lozano távozik a PSV Eindhoven csapatától. A SSC Napoli összesen 42 millió euróért vette meg és ezzel ő lett a PSV eddigi legdrágábban eladott játékosa.[20]
- A 10. és 13. forduló közötti négy mérkőzésen a PSV Eindhoven 3 vereséget szenvedett, annyit mint az előtte lejátszott 50 bajnoki mérkőzésükön összesen.
- Ezen szezonban az AFC Ajax mindkét bajnoki mérkőzésen kikapott – 0ː1 és 0ː2 – az AZ Alkmaar csapatától. Így ez lett az első Eredivisie-szezon amikor az AZ Alkmaar mindkét mérkőzésen legyőzte az Ajaxot, amikor mindkét mérkőzést kapott gól nélkül nyerte meg az AZ és amikor az Ajax egyik mérkőzésen sem tudott gólt szerezni az AZ ellen.[21]

## Külső hivatkozások
- Az Eredivisie hivatalos oldala Archiválva 2012. április 12-i dátummal a Wayback Machine-ben (hollandul)